# アダム・メルヒューズ
アダム・マイケル・メルヒューズ（Adam Michael Melhuse, 1972年3月27日 - ）は、アメリカ合衆国・カリフォルニア州サンタクララ出身の元プロ野球選手（捕手）。右投両打。

## 経歴

### アマチュア時代
リンカーン高等学校時代には、バスケットボールと野球をプレーしていた。卒業後、カリフォルニア大学ロサンゼルス校へ進学し、野球に専念する。

### プロ入りとマイナー時代
1993年のMLBドラフトでトロント・ブルージェイズから13巡目（全体378位）で指名され、入団。

### ドジャース時代
1999年12月15日にロサンゼルス・ドジャースと契約。2000年6月16日のセントルイス・カージナルス戦でメジャーデビューを果たす。

### ロッキーズ時代
メジャーデビュー翌日の2000年6月17日にコロラド・ロッキーズへ移籍する。8月24日に初安打を記録した。

### アスレチックス時代
2002年11月6日にオークランド・アスレチックスとマイナー契約を結ぶ。アスレチックスでは、2番手捕手や代打要員として重宝された。

### レンジャーズ時代
2007年6月9日に金銭トレードでテキサス・レンジャーズへ移籍する。8月23日にDFAとなった後、解雇された。

### アスレチックス復帰
2007年9月1日にアスレチックスと契約を結んだ。移籍後は、ベンチ入りはしたものの、試合には1試合も出場する事は無かった。オフの10月5日にマイナー行きを命ぜられるも、これを拒否。10月8日にFAとなった。

### レンジャーズ復帰
2008年1月11日にレンジャーズとマイナー契約を結んだ。4月24日に解雇された。

### ロッキーズ復帰
2008年6月に古巣のロッキーズとマイナー契約を結んだ。8月14日にメジャーに昇格した。

### 3度目のレンジャーズ復帰
2009年1月にレンジャーズとマイナー契約を結んだ。4月4日に解雇された。

### パイレーツ傘下時代
2009年5月8日にピッツバーグ・パイレーツとマイナー契約を結んだ。6月17日に現役引退を表明した。

### 現役引退後
現役引退後はシカゴ・カブスのスカウトを経て、2016年から2017年までロサンゼルス・エンゼルス傘下A級バーリントン・ビーズの監督を務めた。2018年からはロサンゼルス・ドジャース傘下AAA級オクラホマシティ・ドジャースのコーチ、2019年はドジャース傘下AA級タルサ・ドリラーズのコーチ、2021年からはデトロイト・タイガース傘下AA級エリー・シーウルブズのコーチを務めている。

## 詳細情報

### 背番号
- 45 (2000年 - 同年途中)
- 20 (2000年途中 - 同年終了)
- 21 (2001年)
- 17 (2003年 - 2007年途中)
- 2 (2007年途中 - 2008年途中)
- 16 (2008年途中 - 同年終了)